# Groveton (Texas)
Groveton is een plaats (city) in de Amerikaanse staat Texas, en valt bestuurlijk gezien onder Trinity County.

## Demografie
Bij de volkstelling in 2000 werd het aantal inwoners vastgesteld op 1107.
In 2006 is het aantal inwoners door het United States Census Bureau geschat op 1128, een stijging van 21 (1.9%).

## Geografie
Volgens het United States Census Bureau beslaat de plaats een oppervlakte van
6,7 km², waarvan 6,6 km² land en 0,1 km² water.

## Plaatsen in de nabije omgeving
De onderstaande figuur toont nabijgelegen plaatsen in een straal van 36 km rond Groveton.